# Liste der Kulturdenkmäler in Nievern
In der Liste der Kulturdenkmäler in Nievern sind alle Kulturdenkmäler der rheinland-pfälzischen Ortsgemeinde Nievern aufgeführt. Grundlage ist die Denkmalliste des Landes Rheinland-Pfalz (Stand: 8. Dezember 2023).

## Einzeldenkmäler
| Bezeichnung                           | Lage                                        | Baujahr                           | Beschreibung                                                                             | Bild                           |
| ------------------------------------- | ------------------------------------------- | --------------------------------- | ---------------------------------------------------------------------------------------- | ------------------------------ |
| Katholische Pfarrkirche St. Katharina | Kirchstraße 11 Lage                         |                                   | (spät)-romanischer Westturm, Saalbau bezeichnet 1672, 1931/32 erweitert und umorientiert | weitere Bilder Fotos hochladen |
| Grabmal                               | Mittelstraße, auf dem Friedhof Lage         | erste Hälfte des 19. Jahrhunderts | Grabmal, erste Hälfte des 19. Jahrhunderts                                               | Fotos hochladen                |
| Villa Rottmannshöhe                   | südöstlich des Ortes Lage                   | um 1890                           | stattliche barockisierende Villa, um 1890                                                | BW                             |
| Wohnhaus                              | südöstlich des Ortes (Hohen-Malberg 1) Lage | um 1700                           | Fachwerkhaus, teilweise massiv, um 1700                                                  | BW                             |